# About Elly
About Elly (Darbāre-ye Elly) è un film del 2009 diretto da Asghar Farhadi.

## Trama
Di Una comitiva di persone di Teheran si reca in una località balneare sul Mar Caspio per passare tre giorni assieme. La compagnia, composta da ex colleghi di università, comprende tre coppie sposate, con alcuni bambini, e Ahmad, che è stato sposato in Germania, ma ora è divorziato. Si unisce a loro Elly, che fa la maestra d'asilo della figlia di Sepidé, la quale ha invitato Elly col proposito di farle conoscere Ahmad. Tutti gli amici sono a conoscenza del proposito di Sepidé, e lo stesso Ahmad non si sottrae, ma quando gli amici ridono e scherzano di sottecchi sulla cosa Elly si mostra alquanto dubbiosa e imbarazzata.
Gli amici decidono di andare nell'appartamento che affittano di solito, ma giunti a destinazione viene detto loro che i proprietari torneranno l'indomani. Sepidé, che era responsabile della prenotazione, riesce ad avere una villa in riva al mare, anche se un po' malconcia e da pulire. L'acqua è profonda e ci sono tre bambini piccoli, e nella villa i cellulari non prendono, ma, non avendo più tempo per cercare, decidono di accettare la villa.
La mattina dopo Ahmad ed Elly vanno a fare un giro da soli in città, con la "benedizione" del gruppo. Elly chiama sua madre, senza dirle con chi è, poi la rassicura dicendole che sarà a casa il giorno seguente, come in effetti ha programmato di fare. Elly fa alcune domande ad Ahmad sul suo divorzio. Tornati a casa, Elly insiste per andare via, ma Sepidé è contraria, e le dice affettuosamente, ma con fermezza, che non la lascerà partire e non la porterà in città a comprare il biglietto. Scherzosamente, Elly minaccia di tornare a piedi, sostenendo che l'anziana madre non approverebbe che lei si fermasse una notte di più.
Nel pomeriggio, mentre gli uomini giocano a pallavolo, e due donne sono in città, i bambini rimangono a giocare sulla spiaggia. Elly bada a loro. Improvvisamente gli uomini vengono chiamati dalle due bambine in lacrime, che tuttavia durano fatica a farsi ascoltare e a far capire la gravità della situazione: uno dei bambini, il maschio, è rimasto preso dalle onde. Dopo una disperata ricerca, durante la quale si teme che sia morto, viene fortunatamente tratto in salvo dal mare. Quando sembra essere tornata la calma, le due donne tornano e ci si accorge che Elly è sparita. Ricominciano le ricerche, ma la donna non viene ritrovata. Viene chiamata la polizia per formalizzare la dichiarazione di scomparsa di Elly: stranamente, Sepidé non sa il suo cognome, il che le attrae le critiche sia delle autorità che del gruppo.
Le ricerche continuano incessantemente, mentre gli altri s'interrogano se la sera prima Elly abbia potuto udire qualcosa che l'abbia offesa e l'abbia spinta ad andarsene senza salutare. Il fatto che non si trovi la borsa di Elly avvalora questa ipotesi e fa tornare un poco di speranza, che però dura poco: la borsa era stata nascosta da Sepidé, che era fermamente intenzionata a far rimanere Elly perché potesse conoscere meglio Ahmad. Le critiche verso Sepidé si fanno sempre più aspre, soprattutto da parte del marito di lei. La donna stessa è distrutta dal senso di colpa.
La mattina dopo, l'ultimo giorno di vacanza, il gruppo è completamente spossato. Dopo una riunione, si decide di avvisare la famiglia di Elly: la madre però soffre di cuore, non le si può dire la verità, e inoltre si teme che il fatto di aver ospitato una donna nubile possa essere considerato inopportuno. Nell'indecisione chiamano varie volte, nella speranza che risponda Elly, ma l'unico risultato è la diffidenza della madre, dalla quale non riescono a sapere nulla. Ahmad si ricorda però che la mattina in cui erano andati in città Elly aveva ricevuto una chiamata da un'altra persona, e aveva chiuso il telefonino dicendo che avrebbe richiamato lei. Decidono quindi di chiamare quel numero. Il marito di Sepidé, Amir, trova il cellulare nella borsa di Sepidé: il comportamento della moglie lo insospettisce, pensa che ella nasconda qualcosa, e arriva a picchiarla. Ahmad si incarica di chiamare, recandosi in un punto dove il cellulare prende. La persona che risponde dice di essere il fratello di Elly. Lo convince a raggiungerli in città, dicendogli una mezza verità, e assicurandogli che gli avrebbe spiegato la situazione a parole.
Ahmad pretende di portare una donna all'incontro, per evitare equivoci, e Sepidé va con lui. Durante il viaggio in macchina Sepidé si sente male, e pur esitando rivela addolorata che quell'uomo non può essere il fratello di Elly, che le ha detto di essere figlia unica. Si tratta probabilmente del fidanzato di Elly. Sepidé sapeva che Elly era fidanzata da qualche anno e che da qualche tempo voleva chiudere la relazione. Le aveva quindi proposto di conoscere un suo amico. I tre giorni di vacanza sarebbero stati l'occasione più propizia ed Elly aveva accettato, però dopo molte insistenze di Sepidé e solo a patto di rimanere una notte sola. Ahmad decide di non infierire su Sepidé, che ha agito in maniera così inopportuna, e promette di non dire niente ad Amir e agli altri.
Però dice che è opportuno che lui si rechi ad avvisare in anticipo gli altri che l'uomo non è il fratello di Sepidé, ma non deve assolutamente capire che loro sapevano che ella era fidanzata (cosa di cui in effetti era al corrente la sola Sepidé) né il vero motivo per cui era venuta. Incontrano quindi il fidanzato di Elly. Ahmen quindi raggiunge la villa in anticipo e riferisce i fatti; con una piccola scusa, egli non rivela che Sepidé sapeva. Sepidé sale invece in macchina con il fidanzato di Elly, che è molto scosso, e, durante il tragitto fino alla villa, gli racconta che Elly è probabilmente morta. Giunti alla villa, l'uomo chiede di essere lasciato solo davanti alla spiaggia e poi va a pregare in una stanza. La situazione gli sembra strana, e i suoi dubbi sono confermati allorquando si reca per fare una telefonata, da una delle donne che avevano preparato la villa per gli amici, la quale si riferisce ad Elly come "la sposina annegata" per cui aveva portato un materasso alla villa sul mare (all'arrivo del gruppo Sepidé le aveva fatto credere che Elly e Ahmad fossero da poco sposati).
Alla villa arriva notizia dell'incidente. Sepidé è costretta a confessare che sapeva del fidanzamento di Elly, tra il biasimo sempre maggiore del gruppo. Gli uomini temono che il fidanzato di Elly possa denunciarli per aver indecentemente ospitato una donna fidanzata e aver tentato di avvicinarla ad un divorziato. Inoltre alcuni trovano fortemente sconveniente anche il comportamento di Elly, nonostante la spiegazione dettagliata di Sepidé e la confessione di aver insistito insopportabilmente. Il gruppo, in forte agitazione, decide che la cosa migliore da fare è dire la verità, e cioè che essi, in buona fede, hanno accolto Elly pensando che non fosse fidanzata. Anche Sepidé, però, dovrà dire la stessa cosa, e cioè che lei non sapeva del fidanzato di Elly, altrimenti nessuno crederà che il gruppo non sapeva. Sepidé non è d'accordo, perché non vuole infangare la memoria della ragazza (o la sua reputazione, nel caso fosse ancora viva).
Intanto il fidanzato di Elly arriva, Sepidé rimane in casa e il gruppo va incontro a lui sulla spiaggia. Gli uomini si offrono di giurare sul Corano che le cose sono andate in quel modo, che avevano accolto Elly come ragazza single e non sapevano dell'esistenza dell'uomo (solo Sepidé, infatti, non potrebbe fare quel giuramento senza mentire). Quando l'uomo ha conferma che Elly era venuta là col proposito di conoscere Ahmed, egli colpisce questi con un pugno al viso, rompendogli il naso. Dopo essersi calmato, chiede di parlare a quattr'occhi con Sepidé.
I due si trovano soli in una stanza. Il ragazzo le fa una domanda precisa: "Io ho dedicato ad Elly tre anni della mia vita, quindi la prego di dirmi la verità. Quando lei ha proposto ad Elly di venire con voi, Elly le ha risposto 'Non posso venire' oppure no?". Sepidé è titubante, cerca di tergiversare, di spiegare un po' le cose. Alla fine, però, non può che rispondere di no, mentendo come le è stato ordinato, assumendo il peso di una menzogna che è solo sua: Elly, dichiara, non le aveva detto che era fidanzata. Affranto, l'uomo esce dalla stanza. In quel momento giunge la notizia che la polizia ha ritrovato il corpo di una ragazza annegata. Il fidanzato di Elly si presta al riconoscimento della giovane donna, accompagnato dal gruppo. Dopo aver espletato questa formalità, prende la via di casa, nello specchietto retrovisore guarda la borsa di Elly e dice: “Perché mi hai fatto questo?”. L'ultima inquadratura mostra il gruppo che cerca di tirare fuori una macchina dalla sabbia.

## Riconoscimenti
- Festival di Berlino 2009: Orso d'argento per il miglior regista
- Viennale 2009: Standard Readers' Jury Award